# Nepisiguit (circonscription provinciale)
Circonscription électorale provinciale du Canada
Nepisiguit (auparavant Nepisiguit-Chaleur) est une ancienne circonscription électorale provinciale du Nouveau-Brunswick. Elle est représentée à l'Assemblée législative du 1974 à 2014. 

## Liste des députés
| Législature                                            | Années    | Député        | Député                          | Parti                     |
| ------------------------------------------------------ | --------- | ------------- | ------------------------------- | ------------------------- |
| Nepisiguit-Chaleur Circonscription issue de Gloucester |           |               |                                 |                           |
| 48e                                                    | 1974-1978 |               | Frank Branch                    | Libéral                   |
| 49e                                                    | 1978-1982 |               | Frank Branch                    | Libéral                   |
| 50e                                                    | 1982-1987 |               | Frank Branch                    | Libéral                   |
| 51e                                                    | 1987-1991 |               | Frank Branch                    | Libéral                   |
| 52e                                                    | 1991-1995 |               | Frank Branch                    | Libéral                   |
| Nepisiguit                                             |           |               |                                 |                           |
| 53e                                                    | 1995-1999 |               | Alban Landry                    | Libéral                   |
| 54e                                                    | 1999-2003 |               | Joel Bernard                    | Progressiste-conservateur |
| 55e                                                    | 2003-2006 | Frank Branch  | Libéral puis Indépendant (2006) |                           |
| 56e                                                    | 2006-2010 | Cheryl Lavoie | Libéral                         |                           |
| 57e                                                    | 2010-2014 | Ryan Riordon  | Progressiste-conservateur       |                           |